# شيفروليه كورفيت سي3

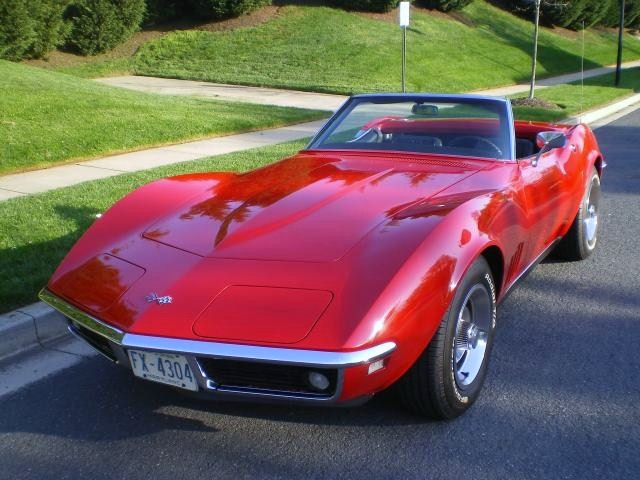
سيارة شيفورليه كورفيت سي3، صنعت عام 1968م.

شيفورليه كورفيت سي3 (بالإنجليزية: Chevrolet Corvette C3)‏ ، هي نوع السيارة الرياضية التي أنتجها الجيل الثالث، بدأت ظهورها عام 1968م، وأنتهت عام 1982م، وهي من إنتاج جنرال موتورز.

## وصلات خارجية
- C3 Vette Registry
- Chevrolet Corvette: 1968-1982 على مشروع الدليل المفتوح